# Rob Knight

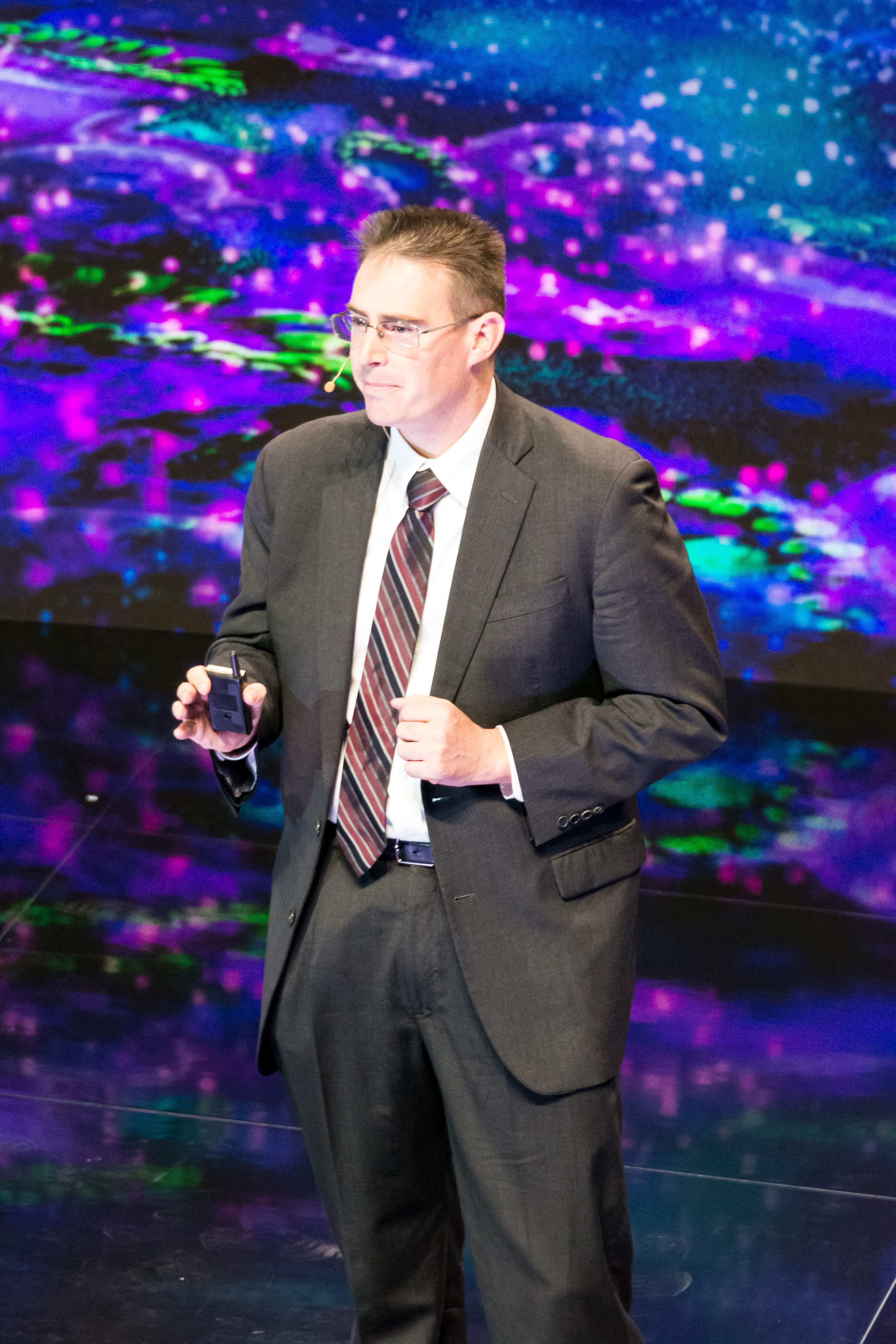
Rob Knight

Rob D. Knight (* 1976 in Dunedin, Neuseeland) ist ein Biologe an der University of California, San Diego (UCSD). Er beschäftigt sich mit großangelegten Mikrobiom-Analysen und den Beziehungen zwischen verschiedenen Mikrobiomen, Mikrobiomen und ihrer Umwelt und Mikrobiomen und Krankheiten.
Knight erwarb 1996 an der Otago University einen Bachelor in Biochemie und 2001 an der Princeton University einen PhD in Ökologie und Evolutionsbiologie. Als Postdoktorand arbeitete an der University of Colorado Boulder, wo er auch 2004 eine erste Professur erhielt. Von 2009 bis 2014 war er Early Career Scientist für das Howard Hughes Medical Institute (HHMI).  Seit 2015 ist er an der University of California, San Diego. Er hat an der medizinischen Fakultät der UCSD eine Professur (für Kinderheilkunde) inne und zusätzlich eine an der dortigen Jacobs School of Engineering (für Informatik).
Knight ist Mitbegründer des Earth Microbiome Project, das hunderttausende von Mikrobiomen der Erde sequenziert, des mittels Crowdfunding finanzierten American Gut Project, das Analysen der Mikrobiome des Magen-Darm-Trakts von so vielen Personen wie möglich vornimmt, und des Unternehmens Biota Inc, das Ölsuche anhand der DNA von Mikroorganismen unterhalb der Erdoberfläche betreibt.
2012 wurde Knight zum Fellow der American Association for the Advancement of Science gewählt. 2015 erhielt er den Vilceck Prize in Creative Promise for the Life Sciences, für 2017 wurde ihm der Massry-Preis zugesprochen. 2022 erhielt Knight die mit 10.000 Euro dotierte Karl August Möbius Fellowship des Kieler Collaborative Research Centre 1182. 2024 wurde er zum Mitglied der National Academy of Engineering gewählt.
Rob Knight hat laut Google Scholar einen h-Index von 235, laut Datenbank Scopus einen von 203 (jeweils Stand Februar 2024).